# Angelica ampla
Angelica ampla là một loài thực vật có hoa trong họ Hoa tán. Loài này được A.Nelson mô tả khoa học đầu tiên năm 1898.